# Дэвис, Корнелия

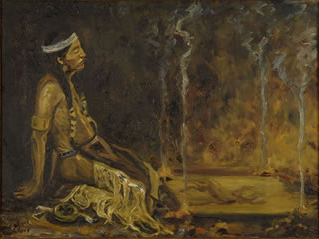
Одна из работ Корнелии Дэвис

Корнелия Дэвис (англ. Cornelia Davis, полное имя Cornelia Stuart Cassady Davis; 1870—1920) — американская художница и педагог; известна своими портретами коренных американцев.

## Биография
Родилась 18 декабря 1870 года в Кливсе, штат Огайо; была одной из дочерей-близнецов аптекаря Джорджа Кэссиди и его жены Анны.
Она училась в Художественной академии Цинциннати, где в числе её учителей был Фрэнк Дювенек. Преподавала в этой же академии с 1891 по 1897 год. Одновременно писала, в 1893 году выставила свои работы в Женском здании на Всемирной Колумбовой выставке 1893 года в Чикаго.
В 1897 году Корнелия вышла замуж за Эдварда Дэвиса, пара провела свой двухлетний медовый месяц в штатах Нью-Мексико и Аризоне. Дэвис рисовала во время путешествия, изображая коренных американцев навахо и хопи. После путешествия они переехали в Чикаго, где Корнелия Дэвис выставлялась в Чикагском художественном институте и в галерее Moulton’s Gallery с масляными работами, в основном изображающими индейцев хопи. В 1898 году она представила свои работы на выставке Trans-Mississippi Exposition в Омахе, штат Небраска. Она написала портрет президента США Уильяма МакКинли, который был заказан для Центрального зала методистов в Лондоне.
В 1905 году художница поселилась в Цинциннати, штат Огайо, где стала членом Женского художественного клуба Цинциннати. В 1913 году была первой женщиной, допущенной к мужскому сообществу — Художественный клуб Цинциннати.
Умерла 23 декабря 1920 года в Цинциннати, была похоронена на кладбище Спринг-Гроув.
Её работы находятся в ряде музеев США и в частых коллекциях.

## Дитература
- Calvin, Paula E.; Deacon, Deborah A. American Women Artists in Wartime, 1776—2010. McFarland, ISBN 9780786486755.